# 米兰达 (电视剧)
《米兰达》（英語：Miranda）是一部BBC情景喜剧，由喜剧演员米兰达·哈特联合编写和出演，由2009年11月9日开始，于英国广播公司第二台首播。演员还有萨拉·哈德兰、汤姆·艾利斯、Patricia Hodge、James Holmes和Sally Phillips。此节目是基于哈特的半自传小说，在一个电视试播集和BBC廣播二台的喜剧Miranda Hart's Joke Shop之后播出。
此剧被形容为「老式」情景喜剧，受到了评论家的积极评价，哈特也因在第一季中的表演赢得了2009年赢得了Royal Television Society獎。首两季皆於BBC Two和BBC HD播映；第三季则由2012年12月26日开始，於BBC One播放。

## 剧情简介
本剧描述的是一位身高185cm，已经年过三十却依旧单身的女青年的生活故事。米兰达利用遗产开了家小型整蛊玩具店，同时邀请了她最好的朋友Stevie来打理店铺。她的妈妈Penny一直苦恼如何才能让她嫁出去，她学生时期的朋友Tilly和Fanny则一直取笑她的身高，称之为“女金刚”。店对面的餐厅老板Clive雇佣了新大厨Gary，其恰巧是米兰达的大学同学，而米兰达正对其有意。可在经历了数次失败的约会后，Gary选择另找女友Rose，这迫使米兰达与一位本地新闻播音员交往。全季的故事都围绕这个小圈子展开......

## 分季集数
| 季数 | 集数 | 播放电视台 |
| ---- | ---- | ---------- |
| 1    | 6    | BBC TWO    |
| 2    | 6    | BBC TWO    |
| 3    | 6    | BBC ONE    |